# Valea Întunecoasă
Valea Întunecoasă (węg. Sötétpatak) – wieś w Rumunii, w okręgu Harghita, w gminie Lunca de Jos. W 2011 roku liczyła 235 mieszkańców.